# Бяловода
Бяловода (пол. Białowoda) — село в Польщі, у гміні Ополе-Любельське Опольського повіту Люблінського воєводства.
Населення — 105 осіб (2011).

## Демографія
Демографічна структура станом на 31 березня 2011 року:
|          | Загалом | Допрацездатний вік | Працездатний вік | Постпрацездатний вік |
| -------- | ------- | ------------------ | ---------------- | -------------------- |
| Чоловіки | 55      | 12                 | 38               | 5                    |
| Жінки    | 50      | 9                  | 29               | 12                   |
| Разом    | 105     | 21                 | 67               | 17                   |